# Konstantin Balmont
Konstantin Dmitrievitj Balmont (ryska: Константин Дмитриевич Бальмонт), född 15 juni (3 juni g.s.) 1867 i Gumnisji, guvernementet Vladimir, död 24 december 1942 i Noisy-le-Grand i Frankrike, var en rysk författare och översättare som är symbolister.
Balmont debuterade som lyriker i början av 1890-talet och stod under några år som den mest uppmärksammade bland de ryska dekadenterna. Efter bolsjevikernas seger i Ryssland valde Balmont, vars far var godsägare, att gå i landsflykt och bosatte sig i Paris. Balmont var även en flitig översättare, och översatte en rad utländska dikter till ryska; mest kända är hans översättningar av Edgar Allan Poe och Henrik Ibsen.